# Пригородный (городской округ город Барнаул)
При́городный — посёлок в Алтайском крае России. Входит в городской округ город Барнаул. Административно подчинён Власихинской сельской администрации Индустриального района города Барнаул.

## География
Посёлок расположен в лесостепной зоне Западно-Сибирской равнины, на северо-востоке Приобского плато, на западе Барнаула рядом с селом Власиха.

## История
Посёлок возник в середине 1950-х годов, где в то время проживало около 400 человек.

## Население
| 1997  | 1998  | 1999  | 2000  | 2001  | 2002  | 2003  | 2004  |
| ----- | ----- | ----- | ----- | ----- | ----- | ----- | ----- |
| 1816  | ↘1675 | ↗1802 | ↗1985 | ↗2147 | ↗2295 | ↗2371 | ↗2440 |
| 2005  | 2006  | 2007  | 2008  | 2009  | 2010  | 2011  | 2012  |
| ↗2540 | ↗2594 | ↗2769 | ↘2617 | ↗2860 | ↗2956 | ↗2969 | ↗2999 |
| 2013  |       |       |       |       |       |       |       |
| ↗3025 |       |       |       |       |       |       |       |

Национальный состав
Согласно результатам переписи 2002 года, в национальной структуре населения русские составляли 93 % от 2624 чел.

## Инфраструктура
Учебное хозяйство «Пригородное», Власихинская ветеринарная лечебница, учебный корпус ветеринарной клинки АГАУ, профилакторий ТЭЦ-3.
Школа, амбулатория, клуб.
В окрестностях поселка — дачные участки барнаульских садоводов.

## Транспорт
Посёлок доступен автомобильным и железнодорожным транспортом.
Автобусное сообщение.
В пешей доступности ж.д. остановочный пункт Власиха.